# Mentidero

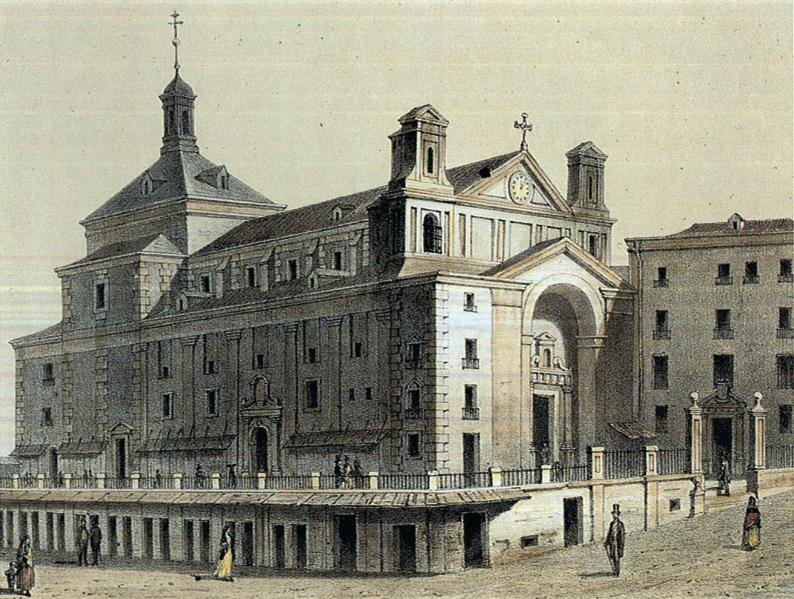
Convento de San Felipe el Real.

Los mentideros de la capital de España fueron enclaves fijos donde los madrileños del siglo de oro se reunían para conversar, recabar información y compartir chismorreos, practicando un "periodismo oral".
Los más conocidos mentideros de la Villa de Madrid fueron:
- El de los Representantes (Plazuela del León). Situado en un ensanchamiento que tenía la calle del León, en pleno barrio de las letras, y que respondía al nombre de plazuela del León.[3] Allí se reunían las gentes del teatro (los representantes o actores) y los literatos y quienes aspiraban a serlo.
- El de las Losas de Palacio. Mentidero situado en la parte delantera del Real Alcázar o Alcázar de los Austrias que era como popularmente se conocía. Dada su concepción de centro de gobierno, los alrededores del Alcázar se poblaban de personas en procura de favores o concesiones gubernativas. Igualmente en las ocasiones que la Realeza salía a la calle el pueblo copaba el lugar por ver a los Reyes al pasar.
- El de las Gradas de San Felipe, en las escaleras que tenía el Convento de San Felipe el Real en la Puerta del Sol. La iglesia se encontraba situada en un nivel más elevado ya que ocupaba la manzana que daba a la calle de Esparteros, la calle del Correo y la calle Mayor, lo que hacía posible que en las escaleras se situasen todos aquellos que, disponiendo de mucho tiempo para el ocio, deseaban conocer de primera mano las noticias de las posesiones españolas; y para ello la proximidad de la Real Casa de Correos era óptima. Por otra parte la calle Mayor, era lugar de paseo obligado de los madrileños y en ella, a una hora u otra, siempre era posible encontrarse con la persona buscada, ya fuese un amigo, conocido o la amada. Las gradas, balcón inmejorable sobre esta calle, siempre estaban muy concurridas.

Los curiosos solían hacer un recorrido, por lo que no era extraño encontrarse, a diferentes horas, a las mismas personas en Losas de Palacio, más tarde en Gradas de San Felipe y con posterioridad en Representantes.